# Pastap
Pastap is een bestuurslaag in het regentschap Mandailing Natal van de provincie Noord-Sumatra, Indonesië. Pastap telt 476 inwoners (volkstelling 2010).